# Giulio Natta
Giulio Natta, född 26 februari 1903 i Porto Maurizio i Imperia i Italien död 2 maj 1979 i Bergamo, var en italiensk kemist. År 1963 erhöll han Nobelpriset i kemi tillsammans med Karl Ziegler. De utvecklade Ziegler-Natta-processen för polymerisation. Han var också mottagare av Lomonosov Gold Medal 1969.

## Biografi
Natta tog sin examen i kemiteknik vid universitetet Politecnico di Milano i Milano 1924. År 1927 avbröt han proven för att han blev professor där. År 1933 blev han professor och föreståndare för Institutet för allmän kemi vid Pavia University, där han stannade till 1935. Under denna tid började han använda kristallografi för att belysa strukturerna hos en mängd olika molekyler, såsom fosfin, arsin och andra. Samma år utnämndes han till professor i fysikalisk kemi vid Universitetet i Rom.

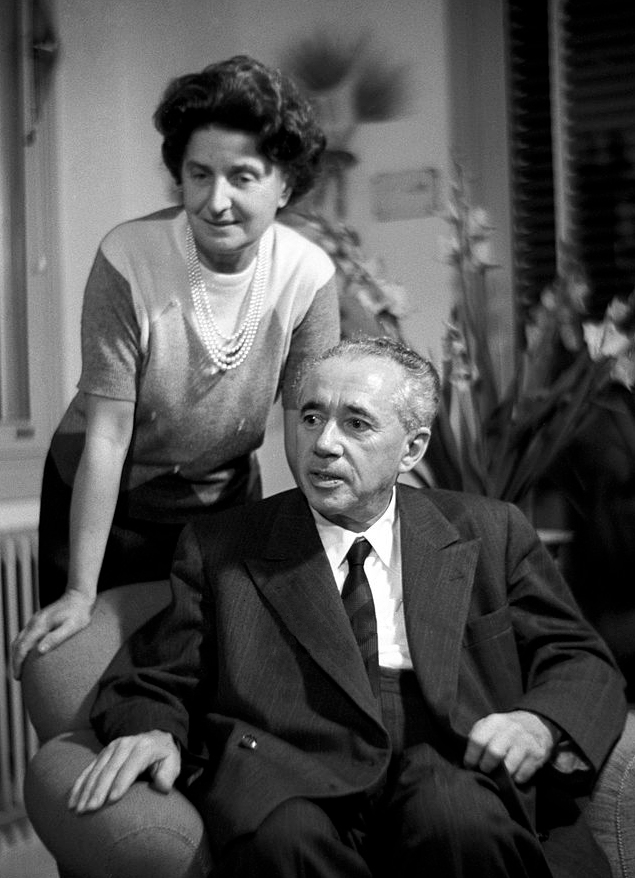
Giulio Natta med fru på 1960-talet.

År 1935 gifte sig Natta med Rosita Beati; hon tog examen i litteratur och myntade termerna "isotactic", "atactic" och "syndiotactic" för polymerer som upptäcktes av hennes man. De fick två barn, Giuseppe och Franca. Rosita dog 1968.
Natta diagnostiserades med Parkinsons sjukdom 1956. År 1963 hade hans tillstånd försämrats så att han behövde hjälp av sin son och fyra kollegor för att presentera sitt tal vid Nobelceremonierna i Stockholm.

## Vetenskapligt arbete
Från 1936 till 1938 var Natta professor och föreståndare för Institutet för industriell kemi vid Polytechnic Institute of Turin. År 1938 tog han över som chef för institutionen för kemiteknik vid Politecnico di Milano-universitetet, på ett något kontroversiellt sätt, när hans föregångare Mario Giacomo Levi tvingades avgå på grund av raslagar mot judar som infördes i fascistiska Italien.
Hans arbete på Politecnico di Milano ledde till förbättring av tidigare arbete av Karl Ziegler och till utvecklingen av katalysatorn Ziegler–Natta. Han fick Nobelpriset i kemi 1963 tillsammans med Karl Ziegler för deras forskning inom höga polymerer.